# Gertrude Atherton
Gertrude Atherton (San Francisco, 30 ottobre 1857 – San Francisco, 14 giugno 1948) è stata una scrittrice statunitense.

## Biografia
Dopo aver frequentato la St. Mary's Hall High School a Benicia, il 14 febbraio 1876 sposò George Henry Bowen Atherton. Iniziò la sua carriera di scrittrice nel 1886, un anno prima della tragica morte in mare del marito. Un'altra vicenda dolorosa della sua vita fu la morte per difterite di suo figlio George.
Le sue prime opere furono i romanzi Glimpses Of Three Coasts (1886), The Californians (1899), A Daughter of the Vine (1899) a cui seguì la biografia di Alexander Hamilton intitolata The Conqueror (1902). Successivamente pubblicò i romanzi Rezanov (1906), The Ancestors (1907) e Black Oxen (1923), la sua opera più famosa. Inoltre, ha scritto una commedia (Julia France) nel 1912 e la sceneggiature di un film muto (Don't Neglect Your Wife) nel 1921. Nel 1932 ha pubblicato una sua autobiografia con il titolo Adventures of a Novelist

## Opere
- What Dreams May Come (1888), firmata come Frank Lin
- Hermia Suydam (1889)
- Los Cerritos (1890)
- A Questions of Time (1891)
- The Doomswoman (1893, Google libri)
- Before the Gringo Came (1894), rivista e rinominata The Splendid Idle Forties: Stories of Old California (1902)
- A Whirl Asunder (1895)
- His Fortunate Grace (1897)
- Patience Sparhawk and Her Times (1897)
- American Wives and English Husbands (1898)
- The Californians (1898)
- The Valiant Runaways (1898)
- A Daughter of the Vine (1899)
- Senator North (1900)
- The Aristocrats (1901)
- The Conqueror, Being the True and Romantic Story of Alexander Hamilton (1902)
- Heart of Hyacinth (1903)
- Mrs. Pendleton's Four-in-Hand (1903)
- Rulers of Kings (1904)
- The Bell in the Fog, and Other Stories (1905)
- The Travelling Thirds (1905)
- Rezanov (1906)
- Ancestors (1907)
- The Gorgeous Isle (1908)
- Tower of Ivory (1910)
- Julia France and Her Times (1912)
- Perch of the Devil (1914)
- California, An Intimate History (1914); nuove edizioni nel 1927 e nel 1971
- Life in the War Zone (1916)
- Mrs. Belfame (1916)
- The Living Present (1917) – Book I: French Women in Wartime; Book II: Feminism in Peace and War
- The White Morning: a Novel of the Power of the German Women in Wartime (1918)
- The Avalanche: A Mystery Story (1919)
- Transplanted (1919)
- The Sisters-in-Law: A Novel of Our Times (1921)
- Sleeping Fires (1922)
- Black Oxen (1923)
- The Crystal Cup (1925)
- The Immortal Marriage (1927)
- The Jealous Gods, A Processional Novel of the Fifth Century B.C. (Concerning One Alcibiades) (1928)
- Dido: Queen of Hearts (1929)
- The Sophisticates (1931)
- Adventures of a Novelist (1932)
- The Foghorn: Stories (1934)
- California: An Intimate History (1936)
- Golden Peacock (1936)
- Rezánov and Doña Concha (1937)
- Can Women Be Gentlemen? (1938)
- The House of Lee (1940)
- The Horn of Life (1942)
- The Conqueror (1943)
- Golden Gate Country (1945)
- My San Francisco (1946)

## Filmografia parziale
- Out of the Storm, regia di William Parke (1920)